# Bryophryne bakersfield
Espèce
Bryophryne bakersfield est une espèce d'amphibiens de la famille des Craugastoridae.

## Répartition
Cette espèce est endémique de la région de Cuzco au Pérou. Elle se rencontre entre 3 506 et 3 651 m d'altitude.

## Publication originale
- Chaparro, Padial, Gutiérrez & De la Riva, 2015 : A new species of Andean frog of the genus Bryophryne from southern Peru (Anura: Craugastoridae) and its phylogenetic position, with notes on the diversity of the genus. Zootaxa, no 3994, p. 94–108.